# Даль Торп, Ане
Ане Даль Торп (норв. Ane Dahl Torp, 1 августа 1975, Берум) — норвежская актриса театра и кино.

## Биография
Отец — филолог-германист Арне Торп, мать — университетский преподаватель. Окончила Норвежскую национальную театральную академию (1996—1999). Играла в театре в Молде, с 2002 — в Норвежском театре Осло, исполняла роли в пьесах Софокла, Ибсена, Стриндберга, Чехова, Тарьея Весоса, Теннесси Уильямса, Сары Кейн, Вампилова, Юна Фоссе и др. С 2000 снимается в кино и на телевидении.

## Избранная фильмография
- Женщина моей жизни / Kvinnen i mitt liv (2003)
- Цвет молока / Ikke naken (2004)
- Учитель гимназии Педерсен / Gymnaslærer Pedersen (2006, по роману Дага Сульстада)
- Беспорядки / Uro (2006)
- Операция «Мёртвый снег» / Død snø (2009)
- Король кёрлинга / Kong Curling (2011)
- Милосердие / Gnade (2012)
- Первопроходец / Pioneer (2013)
- 1001 грамм[норв.] / 1001 gram (2014)
- Волна / Bølgen (2015)
- Оккупированные / Okkupert (2015)
- Мастер / Mesteren (2017)
- Разлом / Skjelvet (2018)
- Чартер / Charter (2020)
- Мечты / Drømmer (2025)

## Признание
Трёхкратный лауреат премии «Аманда» (2004, 2006, 2008). Телевизионная премия «Золотой путь» (2007). Театральная премия «Гедда» (2012) за исполнение роли Шен Те в драме Брехта «Добрый человек из Сычуани».